# Neokonfucjanizm
Neokonfucjanizm – termin używany w odniesieniu do rodzaju konfucjanizmu, który dominował w Chinach od czasów dynastii Song (960 – 1279) do dynastii Qing włącznie (1644 – 1911), którego dokładny zakres jest jednak współcześnie przedmiotem kontrowersji.
Termin „neokonfucjanizm” powstał wśród uczonych europejskich w celu wyróżnienia konfucjanizmu dominującego w Chinach od czasów dynastii Song. Początków neokonfucjanizmu szuka się wśród filozofów późnej epoki Tang, takich jak Han Yu (768 – 824) i Li Ao (zm. ok. 844), którzy postulowali powrót do „pierwotnego” konfucjanizmu, nieskażonego przez wpływy taoizmu i buddyzmu. Dojrzałość neokonfucjanizm osiągnął w epoce Song, kiedy ukształtowały się jego dwie główne szkoły – szkoła zasad i szkoła umysłu. Najważniejszymi przedstawicielami pierwszej byli Cheng Yi (1033 – 1107) i Zhu Xi (1130 – 1200), zaś drugiej Lu Jiuyuan (1139 – 1193) i Wang Yangming (1472 – 1529). Zgodnie z nauczaniem szkoły zasad wszystkie rzeczy we wszechświecie składają się z zasady (li) i siły materialnej (qi), ponad którymi istnieje Najwyższa Granica złożona z sumy wszystkich zasad we wszechświecie. Człowiek dzięki samodoskonaleniu się, polegającemu w szczególności na studiowaniu konfucjańskich klasyków, powinien stopniowo dążyć do oczyszczenia swojego li z naleciałości qi i uświadomić sobie że jego właściwa tożsamość jest identyczna z tożsamością wszechświata, w ten sposób wyzbywając się egoizmu. Doktryna szkoły zasad wywarła trudny do przecenienia wpływ na chińską cywilizację, ponieważ od roku 1313 filozofia Zhu Xi stanowiła bazę dla egzaminów urzędniczych w Chinach, aż do ich zniesienia w roku 1905, i tym samym była podstawą oficjalnej ideologii państwa. Przedstawiciele szkoły umysłu uważali, że ludzki umysł od początku jest czysty i tożsamy z zasadą, stąd w naszym życiu powinniśmy polegać raczej na posiadanej przez nas władzy moralnej intuicji, niż na studiowaniu klasyków, którzy są co najwyżej tej intuicji ucieleśnieniem. W szczególności Wang Yangming kładł nacisk na fakt, że doskonałość moralną można zdobyć jedynie poprzez praktykowanie cnót, nie zaś poprzez intelektualne studia. Uczeni epoki Qing winili wcześniejszych neokonfucjanistów o upadek dynastii Ming i za pomocą szczegółowych studiów filologicznych wykazywali, że ich interpretacja klasyków jest nieuzasadniona oraz wbrew ich własnym twierdzeniom wynika z wpływu idei buddyjskich i taoistycznych.

## Pojęcie
Początków określenia „neokonfucjanizm” należy szukać w myśli jezuitów, którzy zetknęli się z Chinami w XVII wieku. Matteo Ricci (1552 – 1610) w swoim dziele Tianzhu Shiyi argumentował, iż konfucjanizm uczonych epoki Song i Ming nie jest wierny oryginalnemu konfucjanizmowi uczonych starożytnych. Ten argument był rozwijany przez późniejszych jezuitów, którzy we wstępie do Confucius Sinarum philosophus „pogardliwie odnosili się do konfucjanistów epoki Song i Ming jako Neoterici Interpreters (nowocześni interpretatorzy)”. Tak zapoczątkowane rozróżnienie pomiędzy konfucjanizmem czasów Song i Ming a konfucjanizmem wcześniejszym, przyjęło się wśród europejskich uczonych, chociaż nie miało ono odpowiednika w samych Chinach. Być może pierwszym, który użył terminu neokonfucjanizm, był francuski jezuita Jean Joseph Marie Amiot (1718 – 1793), w roku 1777 w drugim tomie swoich Mémoires concernant les Chinois piszący o współczesnych mu chińskich uczonych „les neo-confuceens”, a także używający określenia „cosmogonie neo-confuceenne” (kosmogonia neokonfucjańska).
Współczesne użycie terminu „neokonfucjanizm” wiąże się jednak przede wszystkim z osobą chińskiego filozofa Feng Youlana (1895 – 1990). Po raz pierwszy użył on go w roku 1922 w swojej pisanej w USA dysertacji doktorskiej w odniesieniu do filozofii Wang Yangminga (1472 – 1529). Później Feng Youlan zaczął jednak na oznaczenie tej szkoły filozoficznej używać chińskiego terminu „daoxue” (道學) – „badanie dao”. Kiedy Derk Bodde (1909 – 2003) przełożył jego Historię Filozofii Chińskiej na angielski, oddał „daoxue” jako „neokonfucjanizm” (ang. neoconfucianism) i stąd Feng Youlan mógł twierdzić, iż „Określenie «neokonfucjanizm» jest nowo utworzonym zachodnim odpowiednikiem terminu daoxue”. Określenie „daoxue” było początkowo stosowane w odniesieniu do nauczania braci Cheng Hao (1032 – 1085) i Cheng Yi (1033 – 1107), by zostać przyjęte przez wielu konfucjanistów tego okresu. Stopniowo jednak jego znaczenie zostało zawężone do wiązanej z Zhu Xi (1130 – 1200) jednej z dwóch głównych szkół neokonfucjanizmu, zwanej także „lixue” (理學) – „szkołą zasad” (zobacz poniżej). Z kolei uczeni epoki Qing zaczęli je stosować w odniesieniu do całego konfucjanizmu epoki Song-(Yuan)-Ming. Podsumowując, „chińskie użycie tych terminów nie jest bardziej spójne niż sinologiczne używanie terminu neokonfucjanizm”.
Neokonfucjanizm, tak samo jak sam konfucjanizm, jest terminem pochodzenia europejskiego, a nie chińskiego. Wielu historyków filozofii chińskiej, w szczególności zaś Hoyt Tillman, zwraca uwagę na niespójność pojęcia „neokonfucjanizm”, które stosuje się do myślicieli o zasadniczo różnych poglądach. Inni jednak, w tym tak zasłużeni jak Wm. Theodore de Bary, nie chcą rezygnować z tego terminu, który przyjął się już w piśmiennictwie. Podejmowane są także próby doprecyzowania znaczenia terminu. W szczególności Liu Shuxian proponuje, by zawęzić jego stosowanie do myślicieli okresu Song do Ming, uznając za ostatniego przedstawiciela szkoły Huang Zongxi (1610 – 1695). Wszystkich tych myślicieli łączy bowiem uznawanie zasady „tian-dao-xing-ming-xiang-guan-tong” (天道性命相貫通) „Wzajemnego Powiązania pomiędzy Drogą Nieba a ludzką naturą i przeznaczeniem”, podczas gdy tacy filozofowie okresu Qing jak Yan Yuan (1635–1704) i Dai Zhen (1723–77) porzucili tę zasadę i przeszli do poglądu całkowicie naturalistycznego.

## Początki i źródła neokonfucjanizmu
Tradycyjnie powstanie neokonfucjanizmu jest postrzegane jako reakcja konfucjańskich uczonych na dominację myśli buddyjskiej. W połowie VIII wieku cesarstwo Tang (618 – 907) zaczęło się pogrążać w coraz głębszym kryzysie i Han Yu (768 – 824) jego przyczyn zaczął szukać w buddyzmie, który jego zdaniem osłabił Chiny umożliwiając inwazję obcym najeźdźcom. Postulował on by Chińczycy pozbyli się obcych wpływów i powrócili do swoich prawdziwych korzeni, to jest Konfucjusza (trad. 551 – 479 p.n.e.) i reprezentowanej przez niego, idealizowanej przez Han Yu dawnej kultury. Według Han Yu bowiem zarówno taoizm, jak i buddyzm były zbyt oderwane od świata by dostarczyć wskazówek co do życia w ziemskiej rzeczywistości. Jednocześnie Han Yu wraz z innym uczonym tego okresu, Li Ao (zm. ok. 844) sformułował teorię linii przekazu prawdy (dao), która miała biec od legendarnego króla-mędrca Yao poprzez szereg kolejnych postaci, w tym Konfucjusza, aż do Mencjusza (ok. 371 – ok. 289 p.n.e.), po którego śmierci miała zostać przerwana. Dopiero Han Yu i Li Ao mieli na powrót rozpocząć przekazywanie prawdziwej konfucjańskiej nauki. Późniejsi neokonfucjaniści „zgadzali się z koncepcją ortodoksyjnej linii przekazywania prawdy, sformułowaną przez Han Yu, i twierdzili, że sami są ogniwami w tym łańcuchu”.
Pomimo programowego odcinania się od buddyzmu w koncepcji linii przekazu można odnaleźć wyraźny wpływ buddyzmu chan, z jego przekazem w linii patriarchów. Wpływ buddyzmu można odnaleźć także w wielu innych aspektach neokonfucjanizmu. Tradycyjnie interpretowano te zapożyczenia jako świadomą strategię mającą na celu uzupełnienie tradycyjnego konfucjanizmu o te składniki, których mu brakowało w porównaniu do buddyzmu, a także taoizmu. Prawdopodobnie jednak rozbudowa konfucjanizmu podjęta przez neokonfucjanistów miała swoje źródło w dużym stopniu raczej w innym punkcie widzenia, który zajmowali oni wyrastając w kulturze przesiąkniętej wpływami buddyjskimi i taoistycznymi, co powodowało, że posiadali oni odmienną hierarchię ważności poszczególnych kwestii niż ich starożytni poprzednicy i stąd inne spojrzenie na klasyczne teksty, co skutkowało ich odmienną interpretacją. Stąd oprócz samego konfucjanizmu podstawowym źródłem myśli neokonfucjańskiej był także buddyzm, a w szczególności buddyzm chan, oraz taoizm, który wpłynął szczególnie na neokonfucjańską kosmologię.

## Szkoła zasad
Pierwszym ważnym neokonfucjanistą epoki Song był Shao Yong (1011 – 1077), który poświęcił się głównie numerologicznym spekulacjom na temat Księgi Przemian, mającym odkryć zawartą w niej kosmologię. Poświęcał on niewiele uwagi kwestiom istotnym dla późniejszych neokonfucjanistów i Zhu Xi nie zaliczył go później do ortodoksyjnej linii przekazu. Inaczej rzecz miała się z Zhou Dunyi (1017 – 1073), którego Zhu Xi uznał za pierwszego mistrza neokonfucjanizmu. Zhou Dunyi tak samo jak Shao Yong był zainteresowany kosmologią Księgi Przemian. W swoim traktacie Taiji tushuo (Objaśnienie Diagramu Najwyższej Granicy), który był zainspirowany taoistycznym diagramem będącym przedstawieniem ezoterycznych zasad tej doktryny, objaśnił on jak Najwyższa Granica (Taiji, 太極) zawiera sama w sobie zarówno ruch, jak i bezruch, które pozwalają jej na podział na yin i yang. Z nich rodzi się Pięć elementów (Wu xing, 五行), które z kolei wytwarzają dwie zasady: Niebo (Tian, 天) i Ziemię (Kun, 坤). To z nich ostatecznie powstają wszystkie rzeczy. Według Zhou Dunyi dwie podstawowe formy materialnej siły (qi, 氣), która przenika cały wszechświat, yin i yang, pomimo procesu różnicowania się, który doprowadza do powstania świata, zachowują jedność z pierwotną Najwyższą Granicą. Stąd wszystkie rzeczy są w rzeczywistości jedną, a ta jedna jest obecna we wszystkich rzeczach. Celem człowieka powinno być doskonalenie swojego umysłu, tak by był on w stanie osiągnąć stan spokoju (jing, 靜), właściwy dla samej Najwyższej Granicy. Dzięki temu człowiek może pozostawać w zgodzie ze sobą i ze wszystkimi rzeczami, zgodnie z Doktryną Środka (Zhongyong, 中庸).
Tradycyjnie za drugą ważną postać neokonfucjanizmu uważany jest Zhang Zai (1020 – 1077). Jego metafizyka miała służyć przede wszystkim jako podstawa dla etyki. Argumentował on że Najwyższa Granica jest po prostu niezróżnicowanym qi, które rodzi się z pierwotnego stanu Najwyższej Pustki (Taixu, 太虛). Natura wszystkich rzeczy zawiera w sobie wszystko to co znajduje się w Najwyższej Granicy i ludzki umysł jest w stanie pojąć, że ja i wszechświat są zasadniczo tożsame kiedy poprzez doskonalenie się osiągnie stan spokoju i czystości właściwy dla Najwyższej Pustki. Zhang Zai był wujem i nauczycielem braci Cheng Hao (1032 – 1085) i Cheng Yi (1033 – 1107), którzy wprowadzili do neokonfucjanizmu kluczowe pojęcie zasady (li, 理). W ich filozofii wszechświat składa się z dwóch składników, li i qi, przy czym li nie występuje nigdy bez qi, a qi bez li nie posiadałoby żadnego kształtu lub treści. Z jednej strony li ma charakter najbardziej ogólny, gdyż Zasada Nieba jest tożsama z umysłem (xin, 心) i naturą, z drugiej zaś każda rzecz i człowiek ma sobie właściwą zasadę. Stąd słynna maksyma Cheng Yi: „Zasada jest jedna, manifestacji jest wiele”, która ma swoje źródło w nauczaniu wczesnego buddysty Daoshenga (355 – 434) (pojęcie li u braci Cheng wykazuje także silne pokrewieństwo z koncepcją li rozwijaną w innej buddyjskiej szkole, huayan) Wszystkie rzeczy uczestniczą w Zasadzie Nieba, tak że tworzą jedną żywą całość. Tym samym Zasada stanowi wzór zarazem naturalnego, jak i moralnego porządku. Ponieważ umysł jest zasadą, rozpoznajemy każdą z rzeczy porównując ich zasady z zasadą w naszym umyśle. Większość ludzi rodzi się z li zanieczyszczonym qi, co przeszkadza ich umysłom w poprawnym rozpoznawaniu rzeczy. Moralne samodoskonalenie się polega na oczyszczeniu naszego li z naleciałości qi, co prowadzi do pełnej wiedzy o sobie i świecie. Na temat tego jak ten proces samodoskonalenia się powinien wyglądać istniały pomiędzy braćmi istotne różnice (zobacz poniżej: Szkoła umysłu).
Ostateczne powstanie na bazie dotychczasowego nauczania neokonfucjańskiego posiadającej określoną tożsamość szkoły było zasługą Zhu Xi (1130 – 1200), „słusznie uważanego za największego neokonfucjańskiego syntetyzatora”. Chociaż zaczerpnął on wiele z myśli Cheng Yi, to nadał jej nową formę i wprowadził do niej własne innowacje. Zhu Xi na nowo wprowadził opracowane przez Zhou Dunyi pojęcie Najwyższej Granicy i wyjaśnił je jako sumę wszystkich zasad we wszechświecie. Najwyższa Granica miała istnieć przed powstaniem wszechświata i mieć swoje odzwierciedlenie w każdym aspekcie rzeczywistości, co Zhu Xi ilustrował poprzez metaforę księżyca odbijającego się w niezliczonych zbiornikach wodnych. Inaczej niż Cheng Yi Zhu Xi twierdził, że Zasada istniała przed wszechświatem i będzie istniała nawet gdy ten przestanie istnieć. Czasami jednak pisał o tym tylko jako o możliwości pojęciowej, a nie realnej. Ze względu na wszystkie praktyczne cele nikt nie może znaleźć li i qi odrębnych od siebie. Kwestia ta miała być w przyszłości przedmiotem długiej i zaciętej debaty neokonfucjanistów w Chinach i Korei. Zhu podkreślał także różnicę pomiędzy umysłem Drogi (daoxin, 道心), a umysłem ludzkim (renxin, 人心). Ten pierwszy jest czystą zasadą i stąd jest doskonały; drugi jest połączony z qi i stąd zanieczyszczony i skłonny do błędu. Zhu wierzył, że ludzie mogą dostąpić oczyszczenia i stać się mędrcami, ale nawet umysł mędrca jest mieszaniną li i qi, aczkolwiek oczyszczonego, i stąd podatny na błąd, tak że nawet mędrcy muszą prowadzić życie polegające na ciągłej moralnej uwadze.
Zhu Xi sprawił także iż wprowadzone przez niego pojęcie Przekazu Dao (Daotong, 道統) stało się kluczowe dla neokonfucjanizmu. Argumentował on że właściwe rozumienie Konfucjusza zaginęło po Mencjuszu i dopiero ostatnio zostało restytuowane przez Zhou Dunyi i następnie przekazane dalej przez Zhang Zaia, braci Cheng i w domyśle niego samego. Ponadto Zhu zgrupował cztery konfucjańskie teksty, Dialogi konfucjańskie, Mengzi, Doktrynę Środka oraz Wielką Naukę w tzw. Czteroksiąg, który wkrótce stał się rdzeniem konfucjańskiego nauczania. Od roku 1313 tekst Zhu Xi oraz jego komentarze stanowiły bazę dla publicznej edukacji oraz egzaminów urzędniczych w Chinach, aż do ich zniesienia w roku 1905, i tym samym były podstawą oficjalnej ideologii państwa. Poza walorami filozoficznymi zwycięstwo szkoły Zhu Xi nad konkurencyjną szkołą umysłu (zobacz poniżej) było w dużej mierze spowodowane bardziej systematycznym i przystępnym charakterem jego nauczania, które zawierało w sobie poręczne streszczenia konfucjańskiego nauczania w postaci Czteroksięgu i komentarzy do niego, a także stworzonych przez Zhu antologii i wyborów. Powstała za czasów dynastii Yuan Historia Song nazywa szkołę Zhu Xi wspomnianym już powyżej terminem daoxue. Jednak współcześnie częściej nazywa się ją lixue (理學), szkołą zasad, ze względu na rolę jaką odgrywa w niej pojęcie zasady, albo szkołą Cheng – Zhu, ze względu na kluczowe znaczenie nauczania Cheng Yi i Zhu Xi dla powstania szkoły.

## Szkoła umysłu
Za antycypację późniejszego podziału neokonfucjanizmu na dwie szkoły uważa się często różnice w nauczaniu braci Cheng. Cheng Hao podniósł tradycyjne konfucjańskie pojęcie humanitarności (ren, 仁) do rangi duchowej zasady przenikającej wszystkie rzeczy tak jak qi przenika ludzkie ciało. Humanitarność jest u niego jednocześnie zasadą człowieka, jak i uniwersalną Zasadą Nieba, która jest obecna w ludzkim umyśle, stąd wystarczy by człowiek podążał za obecną w nim moralną intuicją i dostrzegł fundamentalną jedność pomiędzy sobą a wszechświatem. Cheng Yi kładł większy nacisk na odrębność zasady każdej rzeczy, chociaż także uważał każdą z nich za w pewnym sensie tożsamą z uniwersalną zasadą odpowiedzialną za ład całego wszechświata, a więc także organizację każdej rzeczy. Niemniej według niego obudzenie zasady w swoim umyśle poprzez obserwowanie zasad w świecie wymaga dłuższego wysiłku, a najlepszą drogą do niego jest studiowania konfucjańskich klasyków, prezentujących zasady w najczystszej i najprzystępniejszej formie. Zhu Xi ze swoim naciskiem na rozróżnienie pomiędzy umysłem Drogi a umysłem ludzkim był bliższy bardziej dualistycznemu nauczaniu Cheng Yi i dlatego podobnie jak on uważał, że należy postępować drogą studiów i badania rzeczy (gewu, 格物), w szczególności zaś konfucjańskich klasyków, by osiągnąć oświecenie. Współczesny Zhu Xi Lu Jiuyuan (1139 – 1193) w przeciwieństwie do niego uważał, że umysł jest czystym li, bez domieszki qi. Stąd negował rozróżnienie pomiędzy umysłem Drogi a umysłem człowieka, argumentując iż istnieje jeden umysł i jest on tożsamy z zasadą. Jeżeli tylko będziemy w stanie podążać za obecną w umyśle moralną intuicją, to pozwoli nam ona rozpoznać i odrzucić samolubne pragnienia zaciemniające zasadę. Lu nie przeciwstawiał się studiowaniu klasyków, ale preferował głęboką i osobistą znajomość choćby niewielkiej ich części nad dogłębną wiedzę na ich temat zalecaną przez Zhu Xi. W szczególności Lu zalecał osobiste zrozumienie zasady mędrców objawionej w klasykach. Według jego słynnej maksymy: „jeśli tylko ktoś zrozumie to co fundamentalne, to sześciu klasyków będzie dla niego tylko przypisami”.
W okresie panowania dynastii Yuan dominacja szkoły zasad stała się niepodważalna i dążono do pomniejszania różnic pomiędzy Zhu Xi a Lu Jiuyuanem, twierdząc nawet że pierwotnie ich nauczanie było podobne do siebie i to ich pomniejsi uczniowie atakowali siebie nawzajem. Dopiero w epoce Ming doszło do odrodzenia opartej na myśli Lu Jiuyuana opozycji wobec nowo wprowadzonej ortodoksji szkoły zasad. Jedną z pierwszych postaci tego ruchu był Chen Xianzhang (1428 – 1500), który twierdził, że dualizm szkoły zasad nie odzwierciedla centralnego neokonfucjańskiego przekonania o przyrodzonej jedności pomiędzy istotami ludzkimi a wszechświatem. W szczególności mocne rozróżnienie pomiędzy li a qi prowadzi do przeszacowania wartości spekulatywnej teorii i intelektu na niekorzyść zainteresowań praktycznych i emocji, co z kolei skutkuje generalną nieufnością w stosunku do uczuć i intuicji oraz przesadnym naciskiem na intelekt i studiowanie klasyków jako metodę samodoskonalenia się.
Wiele z tych idei zostało podjętych przez „najważniejszego myśliciela epoki Ming”, Wang Yangminga (1472 – 1529). Tak samo jak Chen naciskał on na to że celem moralnego samodoskonalenia się jest uświadomienie sobie że jestem „jednym ciałem” ze wszystkimi rzeczami oraz wierzył w istnienie wewnętrznej władzy moralnej intuicji oraz potrzeby polegania na niej przy podejmowaniu moralnych decyzji. Poza tym tak samo jak Lu Jiuyuan i Chen uważał, że umysł sam w sobie jest zasadą. Wang Yangming kwestionował metodę badania rzeczy Zhu Xi, twierdząc, że nie prowadzi ona do oświecenia. Po pierwsze bowiem na świecie jest zbyt wiele rzeczy by można było je zbadać, po drugie zaś badanie rzeczy jedna po drugiej jest dzieleniem „zasady” (prawdy) na niepowiązane ze sobą urywki, co jest niezgodne z jej naturą. Po trzecie zaś zakłada się tutaj oddzielenie nauki od moralności, wiedzy od działania. W przeciwieństwie do tego Wang Yangming propagował ideał jedności wiedzy i działania (zhixing heyi, 執行合一), uważając, że nauczanie Zhu Xi prowadzi ludzi do uważania samodoskonalenia się i spraw ich życia za dwie różne rzeczy. Nie wystarczy studiowanie klasyków i wyciszanie się poprzez siedzenie w ciszy. Trzeba się bezpośrednio zaangażować w praktykowanie miłości synowskiej by dowiedzieć się czym ona jest, a ktoś kto zdobył taką intuicyjną wiedzę będzie spontanicznie działał zgodnie z nią w bardzo różnych sytuacjach z jakimi przyjdzie mu się spotkać. Tego rodzaju wiedza jest warunkiem zarówno koniecznym, jak i wystarczającym właściwego działania. Jeśli ktoś rzeczywiście wie czym jest miłość synowska, to będzie działał zgodnie z nią, a jeśli nie działa zgodnie z nią, to w rzeczywistości nie wie.
Wang Yangming wprowadził także pojęcie wiedzy wewnętrznej (liangzhi, 良知), będącej nieomylnym zmysłem moralnym spontanicznie prowadzącym nas do właściwych moralnych sądów, jeśli tylko wyeliminujemy zaciemniające go egoistyczne pragnienia. Możemy tego dokonać dzięki ciągłej wewnętrznej uwadze, która pozwoli nam na pełne uświadomienie sobie tych pragnień i ich pozbycie się w świetle wiedzy wewnętrznej. Nie każdy jest zdolny do studiowania klasyków, ale każdy posiada wiedzę wewnętrzną, zgodnie z którą powinniśmy postępować. W sumie praktyczne działanie potrafi nauczyć nas więcej niż studiowanie klasyków i nie trzeba być uczonym by zrealizować konfucjański ideał mędrca. Nauczanie Wang Yangminga przyciągnęło wielu zwolenników, także wśród ludzi szukających intelektualnego oparcia w swoim sprzeciwie wobec władzy późnego okresu Ming wspierającej się na ortodoksji szkoły zasad. Jego myśl zachęcała także do samodzielnych sądów na temat tego co jest dobre, a co złe, stąd niektórzy jego nonkonformistyczni uczniowie stali się postaciami nader kontrowersyjnymi, a kilku nawet zginęło w więzieniach. Ze względu na nacisk jaki szkoła zapoczątkowana przez Lu Jiuyuana kładła na jedność zasady i umysłu jest ona nazywana szkołą umysłu (xinxue, 心學), albo szkołą Lu – Wanga, od nazwisk jej dwóch najważniejszych myślicieli.

## Konfucjanizm epoki Qing
Kiedy Mandżurowie pokonali dynastię Ming i założyli dynastię Qing „chińscy intelektualiści raz jeszcze zostali postawieni przed problemem jak wyjaśnić to, że Konfucjańska Droga zawiodła. Ponownie odpowiedzieli oni że Droga została źle zrozumiana i była nędznie praktykowana”. Oznaczało to atak na całą tradycję neokonfucjanizmu od czasów Song do Ming. Tacy uczeni epoki Qing jak Gu Yanwu (1613 – 1682) i Wei Yuan (1794 – 1857) postulowali powrót do rozumienia konfucjanizmu zawartego w komentarzach z epoki Han (202 p.n.e. – 220 n.e.), które ich zdaniem reprezentowały jego czystszą formę, ponieważ powstały w okresie bliższym Konfucjuszowi. Jednocześnie oskarżali oni neokonfucjanistów czasów Song do Ming, że ich interpretacja konfucjanizmu była błędna, ponieważ skażona wpływami buddyzmu i taoizmu. Z powyższych powodów ci uczeni nazywali swój ruch „nauka Han” (hanxue, 漢學) i przeciwstawiali go „nauce Song” (songxue, 宋學), czyli neokonfucjanizmowi rozwiniętemu w okresie dynastii Song. Wang Fuzhi (1619-1692), Yan Yuan (1635–1704) i Dai Zhen (1723-1777) poszli jeszcze dalej, ponieważ uznali że konfucjanizm uległ wypaczeniu już w epoce Qin (221 – 210 p.n.e.) i Han, a całe późniejsze nauczanie było tylko błędnym konfucjanizmem.
Jedną z pierwszych istotnych postaci tego nowego ruchu był Wang Fuzhi. Uważał on że nie istnieje li odrębne od qi, ale że zasada jest po prostu modelem aktualnych rzeczy i zdarzeń. Stąd Wang odrzucał ideę szkoły zasad, że istnieje Najwyższa Granica złożona z sumy wszystkich zasad i powiązane z nią twierdzenie, iż wszystkie rzeczy w jakiś sposób odzwierciedlają wszystkie zasady we wszechświecie. Z tych samych powodów Wang odrzucał też pogląd szkoły umysłu iż zasada i umysł to jedno. Uważał on że obie szkoły miały tendencję do reifikacji li, co prowadziło do odwrócenia uwagi ludzi od tego świata i zwrócenia się ich do poszukiwania ostatecznej zasady. Według Wanga ta pozaświatowa spekulacja była konsekwencją zepsucia konfucjanizmu przez buddyzm i taoizm i główną przyczyną pokonania Chińczyków przez Mandżurów.
Drugą ważną postacią filozofii epoki Qing był Yan Yuan. Twierdził on że konfucjaniści epoki Song błędnie zinterpretowali znak wen (文) jako pismo, podczas gdy w rzeczywistości należy go rozumieć jako kulturę. Chiński znak posiada oba te znaczenia, jednak Yan Yuan argumentował, że głównym przedmiotem zainteresowania Konfucjusza była kultura. Neokonfucjaniści epoki Song uważali że podążają za Konfucjuszem gdy piszą komentarze lub eseje na temat klasyków. Jednak Konfucjusz zaangażował się w tego rodzaju działalność, dopiero gdy stało się jasnym że żaden władca jego czasów nie zatrudni go i nie zastosuje Drogi w praktyce. Tylko dlatego poświęcił on się zadaniu przechowania Drogi, po latach jej praktykowania. Stąd Yan Yuan postulował powrót do instytucji i praktyk mędrców. Powinno się ćwiczyć w sześciu sztukach, których nauczał Konfucjusz: ceremoniale, muzyce, łucznictwu, powożeniu rydwanem, czytaniu i matematyce. Dla Yan Yuana badanie rzeczy, gewu, to zdobywanie mistrzostwa w umiejętnościach posiadanych przez mędrców, którzy byli ludźmi czynu. Yan Yuan uważał, że w przeciwieństwie do nich współcześni mu konfucjaniści są zniewieściałymi i nieefektywnymi intelektualistami, czego skutkiem była ich klęska w walce z Mandżurami. Czasami Yan Yuan „niemal wydaje się argumentować za jakimś rodzajem pragmatyzmu”.
Najważniejszym filozofem epoki Qing był Dai Zhen. Uważał on że klasycy są kluczem do zrozumienia Drogi, zaś ich poprawna interpretacja wymaga dokładnego badania tekstu za pomocą metod filologicznych. Jednocześnie naciskał jednak, że badania filologiczne mają wartość jedynie gdy są przedsiębrane w celu zrozumienia Drogi. Zgodnie ze swoim poglądem Dai Zhen uważał, że nie można polegać na samej intuicji chcąc zrozumieć znaczenie jakiegoś terminu u klasyków, ale należy dokładnie prześledzić jego użycie we wszystkich miejscach. Główne dzieła Dai Zhena są komentarzami na temat znaczenia kluczowych filozoficznych terminów u konfucjańskich klasyków i w sposób przekonujący wykazuje on w nich że nauczanie zarówno szkoły zasad, jak i szkoły umysłu, nie ma oparcia w tych tekstach oraz argumentuje, iż jego źródeł należy szukać w taoizmie i buddyzmie. Zarówno szkoła zasad, jak i szkoła umysłu były w przeważającej mierze subiektywne, w tym sensie że odczytywały w klasykach swoje osobiste poglądy. Jest to przykład szerszego błędu, który polega na podnoszeniu swoich prywatnych opinii do rangi niezmiennych standardów, a z którym możemy się także spotkać choćby w przypadku sądów etycznych. Dai Zhen sprzeciwiał się wcześniejszemu dualizmowi, twierdząc iż doprowadził on do lekceważenia empirycznego świata i przekonania że w ludziach istnieje dychotomia pomiędzy naturą a uczuciami. Argumentował także że Droga jest niczym więcej niż uporządkowanym wzorem poruszeń qi, nie zaś metafizyczną zasadą. Analogicznie realizacja ludzkiej natury polega na uporządkowaniu uczuć. Chociaż jednak Dai Zhen krytykował wcześniejszych neokonfucjanistów za uleganie wpływom myśli taoistycznej i buddyjskiej to możemy je znaleźć także u niego. W przeciwieństwie do wczesnych konfucjanistów Dai Zhen uważa bowiem że mamy przyrodzoną zdolność do wydawania właściwych sądów moralnych, nie zaś że musimy ją zdobyć lub przynajmniej rozwinąć i rozszerzyć, zaś problemem jest tylko identyfikacja i eliminacja posiadanych przez nas także skłonności do niewłaściwych reakcji. Również w tym przypadku istotne jest branie pod uwagę całego dostępnego świadectwa i uważne jego rozważenie, prowadzące do zrównoważonej reakcji.